# Teetor-Hartley

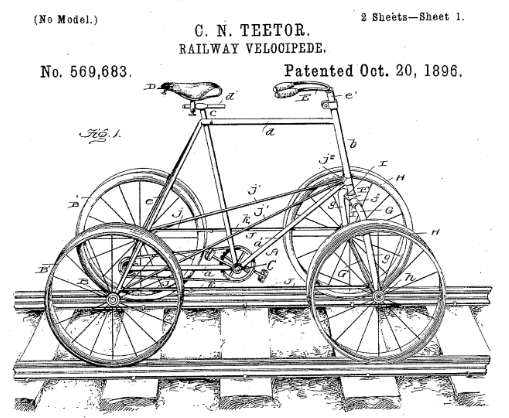
Patentzeichnung für ein Schienenfahrrad von Charles N. Teetor

Teetor-Hartley war ein Markenname für Motoren und Fahrzeuge aus US-amerikanischer Produktion.

## Markengeschichte
Charles Newton Teetor (auch Teeter geschrieben) stellte 1894 in New Castle in Indiana ein Fahrrad für seine Frau her. Charles Hartley aus Hagerstown in Indiana, Cousin seiner Frau, empfahl die Entwicklung eines Fahrrads für Schienen. Am 1. Dezember 1894 war ein Prototyp fertig. Am 16. Februar 1895 wurde die Railway Cycle Manufacturing Company in Hagerstown gegründet. Eine zweite Quelle bestätigt die Gründung 1895 mit dieser Firmierung. Die Produktion dieser Fahrzeuge wurde aufgenommen, die sich gut verkaufen ließen.
Charles Teetor entwickelte vier Jahre lang einen Einzylinder-Ottomotor zum Antrieb der Fahrzeuge. Als diese Kraftfahrzeuge zahlenmäßig den Absatz der muskelbetriebenen Fahrzeuge überschritt, erfolgte 1900 die Umfirmierung in Light Inspection Car Company. Ab 1905 wurden Motoren für Automobile hergestellt. Abnehmer war zunächst American Motors Company, später Auburn Automobile Company, Stutz Motor Car Company of America, Willys-Overland, H. H. Franklin Manufacturing Company, Marmon, Empire Automobile Company, McFarlan Motor Car Company, Pilot Motor Car Company und Staver Motor Company. Für 1913 sind die Personen C. N., John H. und Joseph Teetor überliefert.
1914 änderte sich die Firmierung in Teetor-Hartley Motor Company. J. H. Teetor war Präsident. Einige Quellen bestätigen diese Firmierung.
1916 entstand außerdem mindestens ein Automobil, das Teetor-Hartley genannt wurde.
1918 wurde die Motorenabteilung verkauft.  Käufer war Frank B. Ansted. 1920 gründete Anstead die United States Automobile Corporation, die die Lexington Motor Company, Ansted Engineering Company, Connersville Foundry Corporation und Teetor-Hartley Motor Corporation beinhaltete. Andere Quelle bestätigen die letztgenannte Firmierung. Nach 1923 verliert sich die Spur des Motorenherstellers Teetor-Hartley.
Der verbliebene Teil des Unternehmens stellte nun vorwiegend Kolbenringe her und wählte die Firmierung The Indiana Piston Ring Company. Der Markenname Perfect Circle führte 1926 zur Umfirmierung in Perfect Circle Corporation. Eine andere Quelle nennt die Perfect Circle Company.
Dana Corporation aus Toledo in Ohio kaufte 1963 das Unternehmen auf. 1968 wurden die Herstellungsrechte am Schienenfahrrad sowie die Maschinen zu dessen Produktion an die Hagerstown High School abgetreten. 1977 endete die Produktion. Insgesamt sollen über 10.000 dieser Fahrzeuge entstanden sein.

## Pkw
Der Personenkraftwagen von 1916 hatte einen selbst entwickelten und hergestellten Motor.